# Allgemeine Deutsche Bildungsanstalt
Im Jahr 1816 gründete Friedrich Fröbel die Allgemeine deutsche Erziehungsanstalt Griesheim; 1817 wurde sie nach Keilhau bei Rudolstadt verlegt. In ihrer nunmehr 190-jährigen Geschichte wurde die Schule bis auf die Phase des Zweiten Weltkriegs immer als Bildungseinrichtung genutzt.
Die ersten Unterrichtsstunden fanden im so genannten Unterhaus statt. Dies war Teil eines Bauerngutes, welches Fröbels Schwägerin zuvor erworben hatte. Das zum damaligen Zeitpunkt noch nicht ganz fertiggestellte Haus kann somit als das älteste des gesamten Gebäudeensembles angesehen werden. Obwohl Stück für Stück einige Zimmer genutzt werden konnten, reichte der Platz bald nicht mehr aus. Die wachsende Zahl der Zöglinge, wie die Schüler zu dieser Zeit genannt wurden, erforderte neben mehr Unterrichtsraum auch mehr Platz zum Schlafen.
Deshalb begannen Fröbel und seine Mitstreiter Middendorff und Langethal ab 1818 mit der Errichtung des Oberhauses. Dies erhielt in den Jahren 1854 und 1885 zwei Anbauten, um der wachsenden Schülerzahl optimale Lernbedingungen zu ermöglichen. Im Jahr 1894 folgte das Turnhallengebäude.

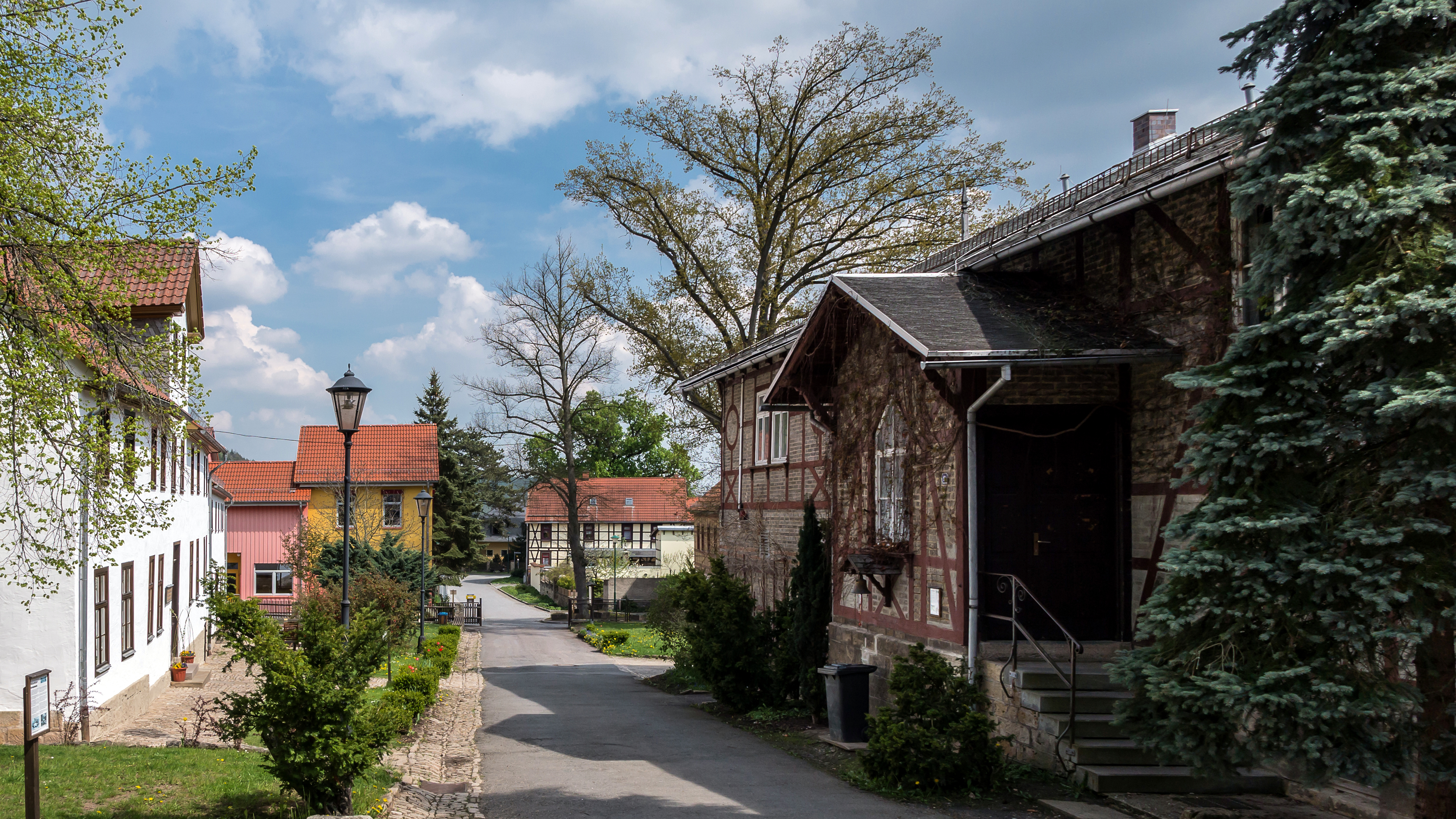
Robert-Birkner-Straße

## Nach dem Weggang Fröbels 1831
Das jüngste Mitglied im Gebäudeensemble und weithin sichtbares Zeichen, dass in diesem kleinen Ort in Thüringen seit nunmehr 190 Jahren deutsche Schulgeschichte geschrieben wird, ist das im Jahr 1905 eingeweihte Schulhaus. Bis März 1939 befand sich diese in privater Hand der Familien Barop, Wächter und Gerst. Johannes Barop, unter dessen Leitung die Idee des Neubaus entstand, war nach seinem Vater Johannes Arnold Barop erst der zweite Schulleiter nach der „Ära Fröbel“. Praktisch ab dem Beginn der Bauphase übernahm sein Schwiegersohn Otto Wächter die Geschicke der Schule. Nach dessen Tod hatte ein weiterer Schwiegersohn Barops, Gottlieb Gerst (1870–1927), die wissenschaftliche Leitung inne. Ihm folgten ab 1927 mehrere vom Thüringer Bildungsministerium eingesetzte Leiter, bis im Jahr 1934 der Sohn O. Wächters, Reinhold Wächter (1901–1983) die Familientradition fortsetzte. Die Schüler konnten seit 1928 das Abitur der Oberrealschule und seit 1930 das des Reformrealgymnasiums ablegen. Nach der Schließung als Privatschule beherbergte die Einrichtung eine Lehrerbildungsanstalt, auf der die Schüler auf den Volksschullehrerberuf vorbereitet werden sollten. Diese bestand bis zum Frühjahr 1945.

## Die Nachkriegszeit 1945–1955
Ab Herbst 1945 fand in Keilhau eine Ausbildung von Neulehrern für den Aufbau eines demokratischen Deutschland statt. Die anfangs noch als Thüringer Lehrerbildungsanstalt bezeichnete Schule erhielt später die Bezeichnung Pädagogische Fachschule. Im November 1946 zog dann laut Befehl der Sowjetischen Militäradministration (SMAD) eine so genannte Vorstudienschule in die Gebäude ein. Im Rahmen der Aktion „1000 Arbeiterkinder auf die Uni“ sollten Schüler auf ein Studium vorbereitet werden, in dem sie in Keilhau zum Abitur geführt wurden. Seit April 1948 wird die Einrichtung als Staatliche Internatsschule bezeichnet, die dem Land Thüringen unterstellt war.

## Sprachheilschule 1956–1990

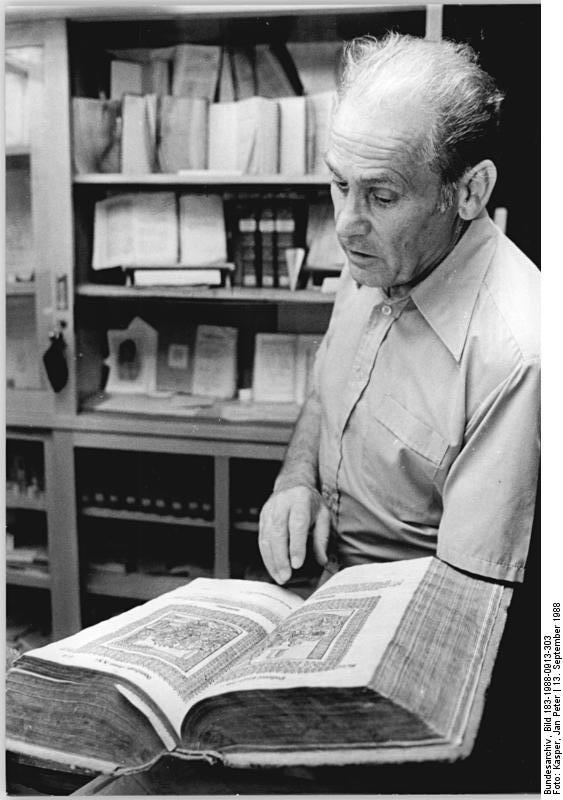
Alexander Hübener (13. Sept. 1988)

Mit Beginn des Schuljahres 1956/57 wurde in Keilhau die Sprachheilarbeit aufgenommen. Kinder aus vielen Bezirken der DDR kamen hier her, um ihre Sprachprobleme, z. B. das Stottern, in den Griff zu bekommen. Der Direktor, der die Geschicke der Sprachheilschule mit Abstand am längsten leitete, war Alexander Hübener († 2013). Schon seit Anfang der 1950er Jahre als Lehrer in Keilhau beschäftigt, übernahm er das Ruder 1962. Er trug sehr viel dazu bei, dass der Fröbelsche Geist in Keilhau weiterleben konnte. Beispielsweise bewahrte er wertvolle Bestände der Schulbibliothek durch beherztes Handeln vor der Vernichtung. Außerdem ließ er nichts unversucht, den drohenden Verfall des „Unterhauses“ hinauszuzögern, so dass das Haus, mit dem in Keilhau 1817 alles seinen Anfang nahm, über das Jahr 1989 gerettet werden konnte und heute rekonstruiert Schüler, Pädagogen, Mitarbeiter und Gäste erfreut.
Im Jahr 1990 trat er in den Ruhestand, nachdem er den Staffelstab an seine langjährige Kollegin Gabriele Wächter übergeben hatte.

## Nach der politischen Wende 1990–2007
Die nach der politischen Wende 1990 zuerst staatliche Schule befindet sich seit 1999 als „Freie Fröbelschule Keilhau“ in privater Trägerschaft. Sie erfüllt nunmehr die hohen Anforderungen eines sprachheiltherapeutischen Zentrums mit heilpädagogischem Wohnheim. Die Schüler können hier einen staatlich anerkannten Haupt- bzw. Realschulabschluss erwerben. Die Bedeutung der Einrichtung wird nicht zuletzt dadurch unterstrichen, dass heute Kinder aus ganz Thüringen (und aus angrenzenden Bundesländern) in Keilhau unterrichtet und betreut werden.

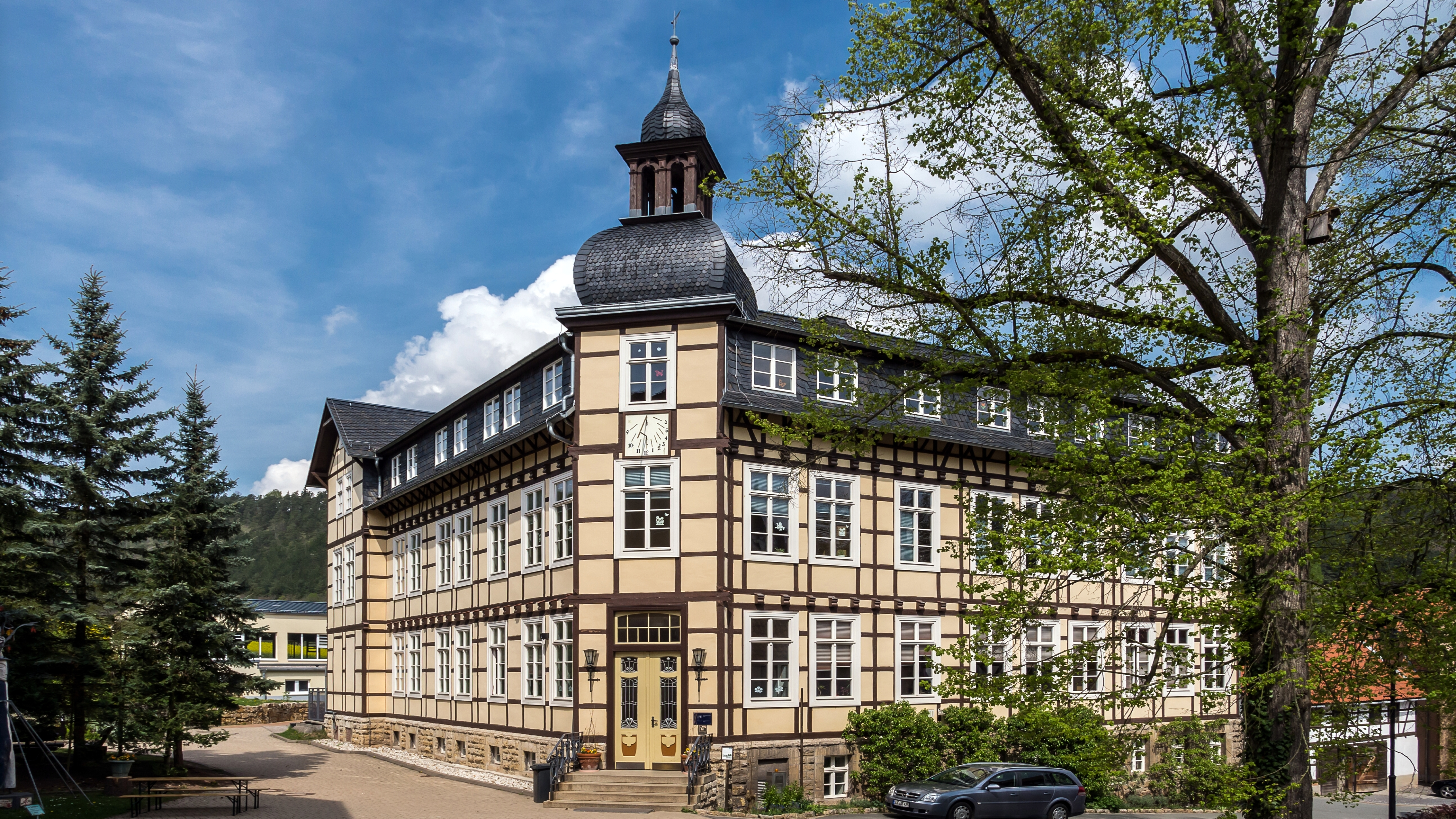
Neue Schule Robert-Birkner-Straße
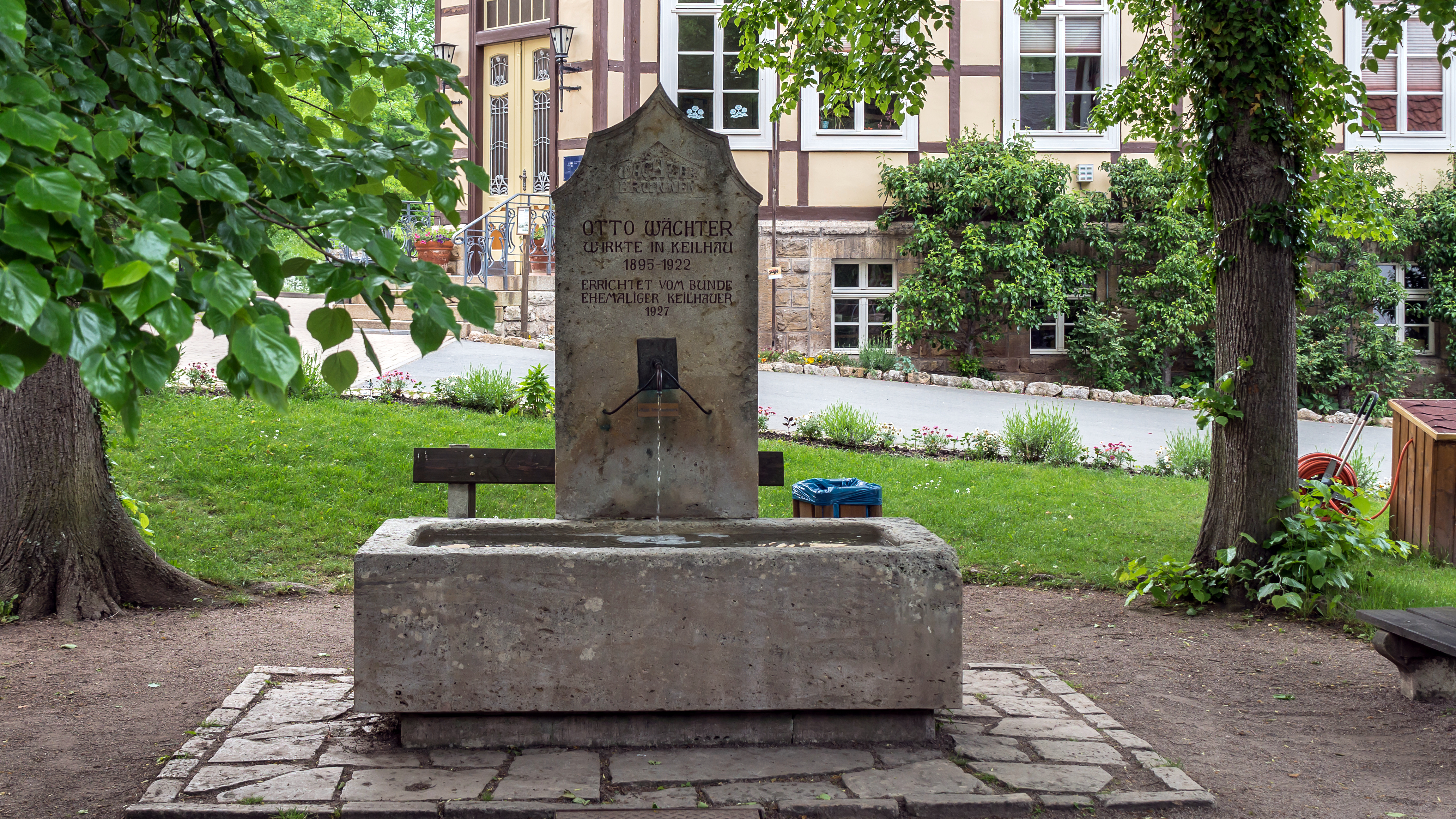
Wächter-Brunnen (1927)
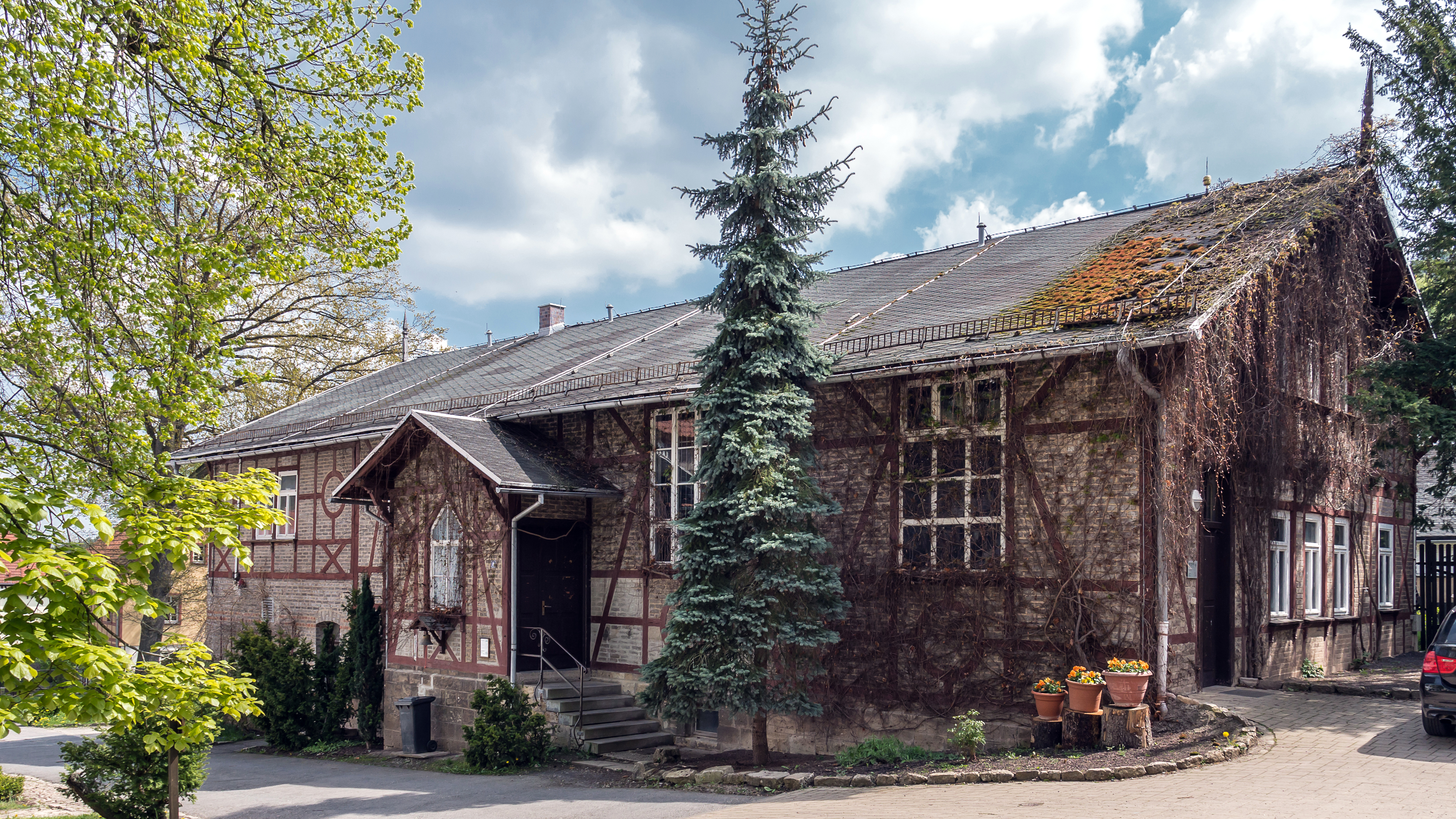
Turnhalle
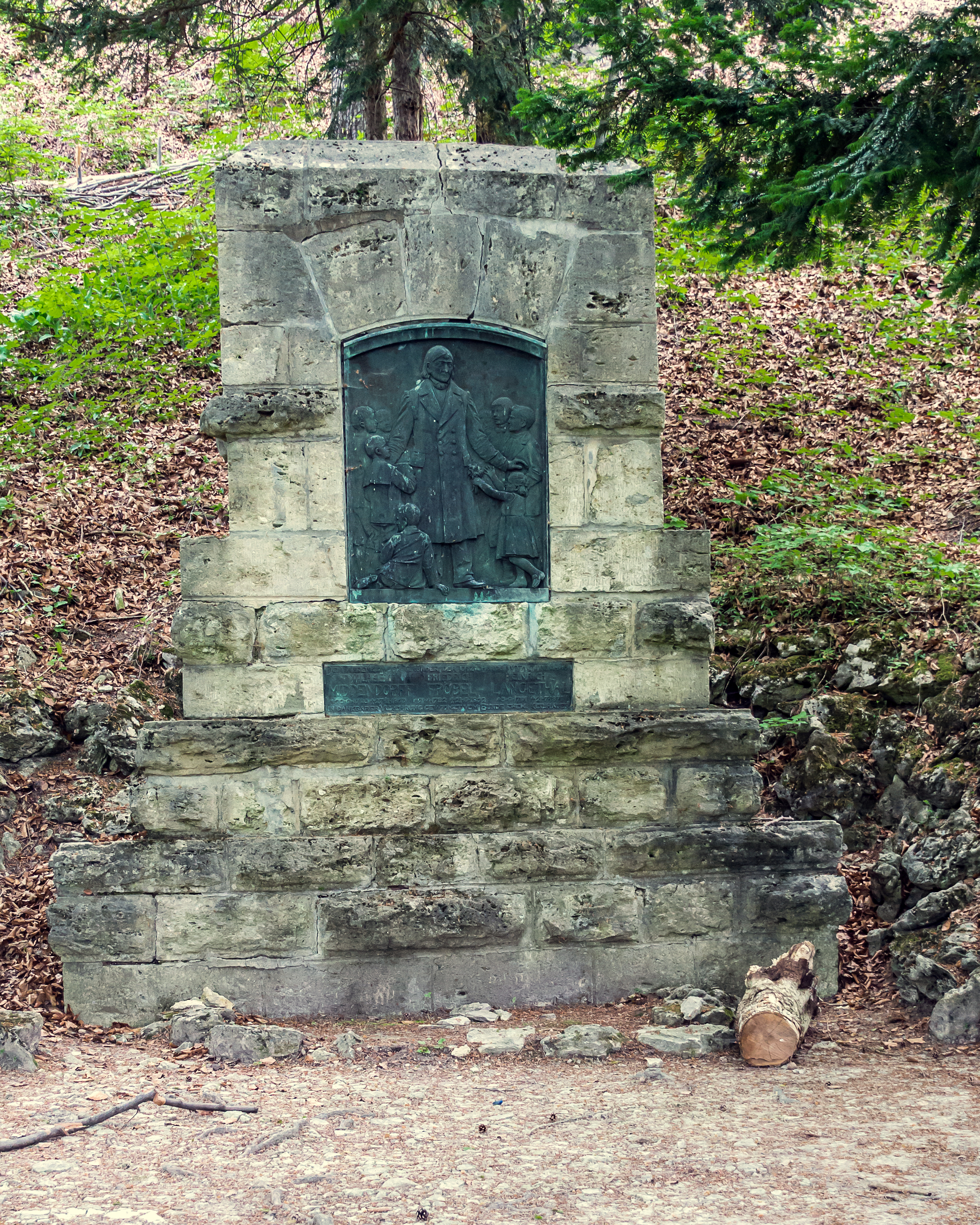
Am Kolm  Gedenkstein an Middendorf, Fröbel und Langethal
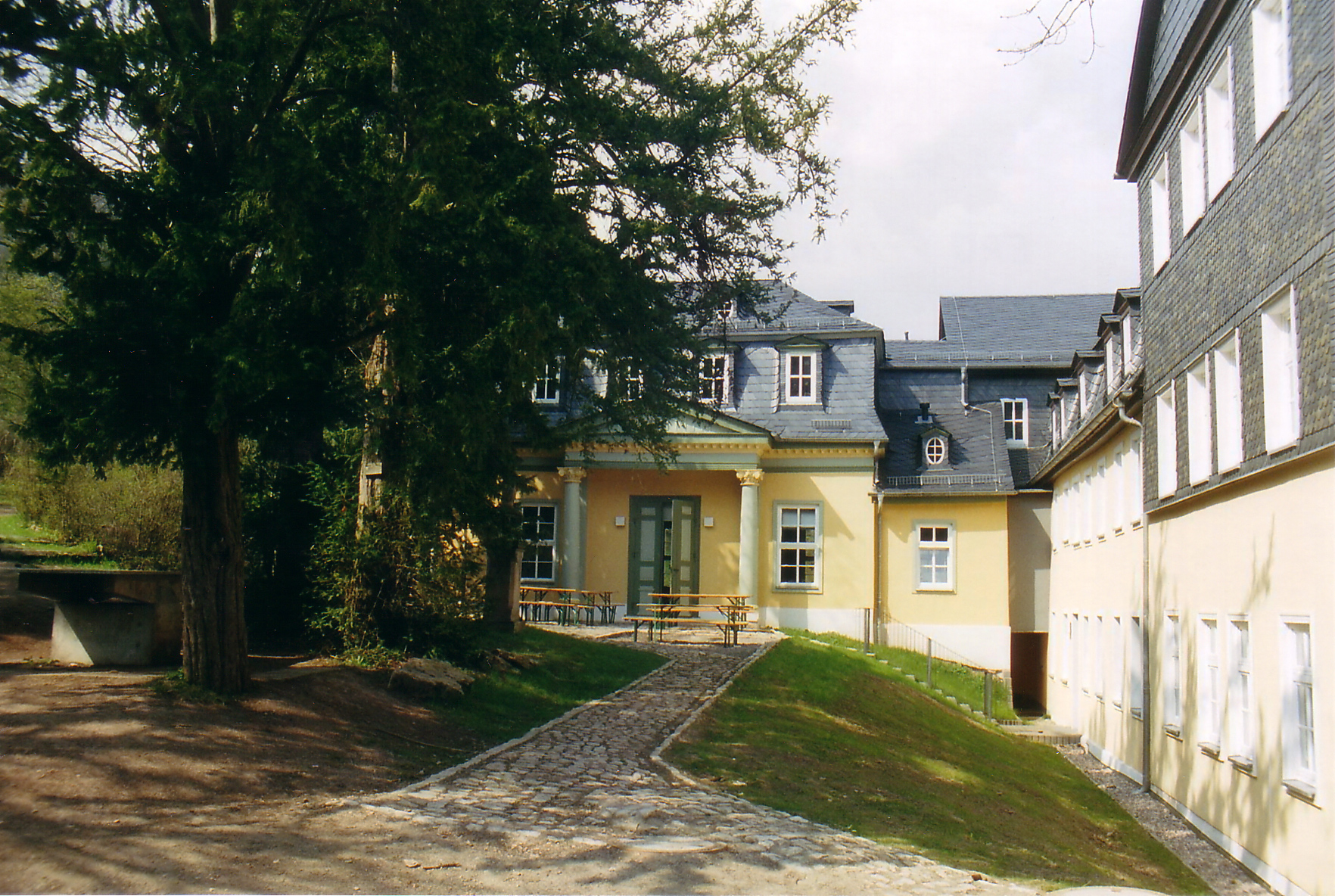
Oberhaus-Speisesaal weitere Bilder